# Късното шоу на Дейвид Летърман
„Късното шоу на Дейвид Летърман“ е едночасово американско комедийно и ток-шоу, излъчвано по CBS от Ед Съливан Тиътър на Бродуей в Ню Йорк.

## История
Предаването е наследник на „Късна вечер с Дейвид Летърман“, което е в същия формат.
Шоуто дебютира на 30 август 1993 година и се продуцира и води от Дейвид Летърман. Лидерът и музикалният ръководител на бенда е Пол Шейфър. Главни сценаристи са братята Джъстин Стенгъл и Ерик Стенгъл. Водещият се обявява от Алън Калтър, който заменя Бил Уендъл през 1995 година. Шоуто е в ефир вечерта, но се снима следобед, няколко часа преди това. Преди това Дейвид Летърман води предаването Късната вечер с Дейвид Летърман по NBC през 1982 – 1993 година. Шафър, Уендъл и още няколко души от бенда също участват в това шоу.

## „Късното шоу на Дейвид Летърман“ в България
В България шоуто започна по AXN през втората половина на 2008 г. със субтитри на български. Излъчването е с няколко седмици закъснение от това в Съединените щати.

## Постижения
- Късното шоу на Дейвид Летърман печели девет награди Еми (за прайм-тайм предавания), което го прави едно от най-отличаваните предавания в най-гледаното телевизионно време
- Печели две награди от Американските комедийни награди
- Печели три награди от Асоциацията на телевизионни предавания и филми във виртуалната мрежа
- Печели две награди от Асоциацията на телевизионните критици[1]

## Рубрики
- Монолог на Летърман
- Най-известните десет

## Гости в предаването
- Опра Уинфри през 2005 г.